# Matthew Henson
Pour les articles homonymes, voir Henson.
Matthew Alexander Henson né le 8 août 1866 à Nanjemoy (en) dans l'état du Maryland et mort le 9 mars 1955 à New York est un explorateur américain qui a accompagné Robert Peary lors de sept expéditions dans l'Arctique, notamment pour l'expédition de 1908-1909 qui a atteint le pôle Nord géographique le 6 avril 1909. Après bien des débats, il a été établi que Matthew Henson a bel et bien été le premier homme à atteindre le pôle Nord en 1909 tel que sa position était calculée à l'époque avec une marge d'erreur admissible, mais la controverse sur le fait de savoir si l'expédition a réellement atteint le pôle est régulièrement relancée.

## Biographie

### Jeunesse et formation
Matthew Henson, né en 1866, dans une ferme de Nanjemoy (Maryland), est le fils de Lemuel Henson et de Caroline Gaines Henson, un couple de métayers afro-américains, nés libres. Matthew naît un an après l'abolition de l'esclavage et la fin de la Guerre de Sécession, il fait partie de la première génération d'Afro-Américains libres, ce qui lui permettra de devenir un explorateur,.
Il perd sa mère à l'âge de 4 ans. Son père emménage alors à Washington pour chercher du travail, mais meurt quelques années après : à l'âge de dix ans, Matthew Henson est orphelin,,.

### Carrière
À douze ans, il part pour Baltimore et devient garçon de cabine dans la marine marchande sur le Katie Hines. Le capitaine du navire sur lequel il travaillait le prend alors sous son aile et le traite comme son fils, en lui donnant une instruction. Il parcourt le monde entier, à ses vingt ans, il a visité la Chine, le Japon, les Philippines, la France, l'Afrique, la Russie, etc., et devient vite un marin expérimenté.
Après la mort de son protecteur, il occupe divers emplois dans la marine ou à terre. Alors qu'il est vendeur dans un magasin qui vend des chapeaux à Washington, il fait la connaissance de Robert Peary, ce dernier lui offre un emploi de coursier à la League Island Navy Yard de Philadelphie, job qu'il occupe jusqu'à la première expédition polaire de Robert Peary.
Henson devient ensuite le bras droit de Robert Edwin Peary pour toutes ses expéditions.
Le 6 avril 1909, Henson établit le camp Jessup, quand Robert Peary arrive 45 minutes plus tard, il le salue en déclarant:« Je pense que je suis le premier homme à s'asseoir au sommet du monde ». Après avoir vérifié la position à l'aide d'un sextant, Peary confirme que Henson a raison d'affirmer que - selon lui - le camp Jessup est situé sur le pôle Nord. Dès qu'il atteint Indian Harbour (en) dans le Labrador, le 6 septembre 1909 il envoie un câble confirmant l'atteinte du pôle nord à Gilbert Hovey Grosvenor, président du National Geographic à Washington : « Have won out at last. The Pole is ours. With regards to yourself and Mrs. Grosvenor. / enfin nous avons réussi, le pôle nord est nôtre, respectueusement à vous et à madame Grosvenor »,. Après bien des controverses, pour savoir qui de Frederick Cook ou de Peary / Henson avait atteint le premier le pôle Nord, en 1988, un rapport du National Geographic confirme que Matthew Henson est le premier à avoir atteint le pôle Nord. Cela dit, la controverse est régulièrement relancée pour savoir si oui ou non il a atteint le pôle, controverse où se côtoient arguments idéologiques et scientifiques et comme le souligne Tom Avery dans son essai To the End of the Earth: Our Epic Journey to the North Pole and the Legend of Peary and Henson, il y eut probablement des erreurs de calcul d'environ deux miles (3,2 km), voire de 5 miles (8 km), erreurs admissibles en l'état des moyens de localisation de l'époque et en fonction des conditions météorologiques. Avery affirme que l'expédition de Peary / Hansen a bien atteint le pôle,,,,,, tandis qu'un autre rapport cite une erreur de 175 miles (280 km),, rapport infirmé par une étude réalisée par la Navigation Foundation, une société de navigation professionnelle, qui a utilisé de nouvelles méthodes analytiques pour examiner les photographies, les observations célestes, et autres données consignées par l'expédition pour conclure que le dernier camp de Peary n'était pas à plus de cinq miles du pôle, pas des dizaines de kilomètres.
La première randonnée terrestre incontestée vers le pôle Nord n'a été réalisée qu'en 1968, par une expédition dirigée par Ralph Plaisted. Depuis, d'autres expéditions se sont succédé, établissant de façon précise la position du pôle par géolocalisation et autres outils précis,,.
Une étude lancée par l'université du Delaware arrive à la conclusion qu'en fonction des mouvements de la banquise, le drapeau planté par Matthew Henson ne pouvait que se déplacer aussi, et qu'il est quasiment impossible d'être certain que Matthew Henson a bien été le premier à atteindre le « sommet du monde »,.
Peary reçut seul tous les honneurs, la présence de Matthew Henson fut occultée ou quand il est cité il est réduit à n'être qu'un porteur, cela à cause des préjugés racistes de l'époque,. Certains doutaient même qu'un Afro-Américain ait pu survivre dans le froid polaire.

### Vie privée
Le 16 avril 1891, Matthew Henson épouse Eva Helen Flint, le couple divorce en 1897.
En septembre 1907, il épouse Lucy Ross Henson.
Lors de l'expédition Peary de 1905-1906, Matthew Henson a une relation avec une femme inuit, Akatingwah. De leur union, naît en 1906 un fils nommé Ahnahkaq, qui est le seul enfant de Matthew Henson,.
En 1955, Matthew Henson est enterré au cimetière Woodlawn de New York. En 1987, sur une requête du docteur S. Allen Counter (en) de l'Université Harvard adressée au président Ronald Reagan, les corps de Matthew Henson et de son épouse Lucy Ross Henson sont déplacés pour être inhumés avec les honneurs militaires au cimetière national d'Arlington,,,,.

## Prix et distinctions
- 1937 : admission à l'Explorers Club de New York, comme membre honoraire[37],[38],[30].
- 1948 : récipiendaire de la médaille d'or décernée par la Société Géographique de Chicago[39],[40].
- 2000 : récipiendaire de la médaille Hubbard, décernée à titre posthume par John M. Fahey Jr. (en), président de la National Geographic Society[41].
- 2009 : récipiendaire de la Cullum Geographical Medal (en), décernée à titre posthume par l'American Geographical Society/ Société américaine de géographie[42],[43].

En 1944, le Congrès décerne à Henson une médaille collective pour la découverte du Pôle Nord. Sa réalisation fut de plus reconnue par le Président Truman en 1950 et par le Président Eisenhower en 1954.

### Essais
- (en-US) Sheldon N Ripley, Matthew Henson, arctic hero, Houghton Mifflin, 1966, 200 p. (OCLC 8989386, lire en ligne),
- (en-US) Edward F. Dolan, Matthew Henson, Black Explorer, Dodd Mead, 1979, 216 p. (ISBN 9780396077282, lire en ligne),
- (en-US) Michael Gilman, Matthew Henson, Chelsea House Publications, 1er novembre 1987, 110 p. (ISBN 978-1-55546-590-2),
- (en-US) David Armentrout &  Patricia Armentrout, Matthew Henson, y Rourke Publishing, janvier 2003, rééd. juin 2004, 32 p. (ISBN 9781589526587, lire en ligne),
- (en-US) Dolores Johnson, Onward : A Photobiography of African-American Polar Explorer Matthew Henson, National Geographic Children's Books, 27 décembre 2005, 64 p. (ISBN 978-0-7922-7914-3),
- (en-US) Carole Boston Weatherford (ill. Eric Velásquez), I, Matthew Henson : Polar Explorer, Walker Childrens, 26 décembre 2007 (réimpr. 1 janvier 2008), 40 p. (ISBN 9780802796882, lire en ligne),
- (en-US) Kathleen Olmstead, Matthew Henson: The Quest for the North Pole, Sterling, 5 août 2008, 132 p. (ISBN 9781402744419, lire en ligne),
- (en-US) Tom Avery, To the End of the Earth: Our Epic Journey to the North Pole and the Legend of Peary and Henson, St. Martin's Press, 1er janvier 2009, 360 p. (ISBN 9780312551865, lire en ligne),
- Simon Schwartz (trad. de l'allemand), Dans les glaces, Paris, Editions Sarbacane, 1er avril 2012, 175 p. (ISBN 978-2-84865-640-3),
- (en-US) Catherine Johnson (ill. Katie Hickey), Race to the Frozen North : The Matthew Henson Story, Barrington Stoke, 15 septembre 2018, 96 p. (ISBN 978-1-78112-840-4),
- (en-US) Blake A Hoena, Matthew Henson : Arctic Adventurer, Capstone Press, 4 novembre 2019, 32 p. (ISBN 9780736861984, lire en ligne),
- (fr) Matthew Henson, Journal d'un explorateur noir au pôle Nord, Bruxelles, Zones sensibles, mars 2021, 160 p. (ISBN 9782930601458, lire en ligne),

### Articles
- (en-US) Herbert M. Frisby, « Matthew Henson Memorial », Negro History Bulletin, Vol. 25, No. 8,‎ mai 1962, p. 195-196 (2 pages) (lire en ligne),
- (en-US) Ward McAfee, « The Travail of Matthew Henson », Phylon (1960-), Vol. 36, No. 4,‎ hiver 1975, p. 407-410 (4 pages) (lire en ligne),
- (en-US) Bradley Robinson, « Matthew A. Henson (1866-1955) », Arctic, Vol. 36, No. 1,‎ mars 1983, p. 106-107 (2 pages) (lire en ligne),
- (en-US) Larry Schweikart, « Polar Revisionism and the Peary Claim: The Diary of Robert E. Peary », The Historian, Vol. 48, No. 3,‎ mai 1986, p. 341-358 (18 pages) (lire en ligne ),
- (en-US) Lyle Dick, « Robert Peary's North Polar Narratives and the Making of an American Icon », American Studies, Vol. 45, No. 2,‎ été 2004, p. 5-34 (30 pages) (lire en ligne),
- (en-US) David Campos, « Explorer Matthew Henson: Ten Steps to a "Constructivist" Lesson », Black History Bulletin, Vol. 68, No. 2,‎ 2005, p. 4-14 (11 pages) (lire en ligne),
- (en-GB) Jenny Higgins, « The North Pole », sur Newfoundland and Labrador Heritage, 2008,
- (en-US) Beth Miller, « From the North Pole to University of Delaware », sur UD Daily, 5 avril 2019,